# Haras impérial de Kopčany
Le haras impérial de Kopčany est l'un des haras impériaux établis par la maison de Habsbourg, à Kopčany en actuelle Slovaquie.

## Histoire
La présence d'un haras dans cette localité est documentée dès 1660, sur le domaine de la famille Czoborov. Cependant, il n'est pas prouvé qu'il soit un prédécesseur direct du bâtiment actuel. Le mari de la reine Marie-Thérèse, František Štefan Lotrinský, a fondé le haras actuel en 1736, après avoir acquis le domaine de Holíč auprès des Czoborov. La même année, il transfère les chevaux d'élevage de Sarralbe, en Lorraine, dans le nouveau bâtiment.
Ce haras est mentionné dans les livres de compte du domaine de Holíč à plusieurs reprises, en 1749. D'après les recherches effectuées par M. J. Cincik dans les Archives, le peintre lorrain Jean-Joseph Chamant est l'auteur des peintures en forme de trompe-l’œil de la fausse coupole du haras impérial de Kopčany, datées de 1751.
En 1765, Marie-Thérèse a élevé le bâtiment au rang de haras de la cour impériale et de haras royal. En 1798, les chevaux de Tešín ont été transférés vers ce haras. À l'époque, le haras occupait environ 400 hectares de terres, principalement autour de la rivière Morava. Le nombre de chevaux était d'environ 400, principalement des Kladruber blancs et noirs. Le haras impérial est fermé en 1828.

## Description
Désormais localisé en Slovaquie, ce haras comporte des écuries de style baroque.

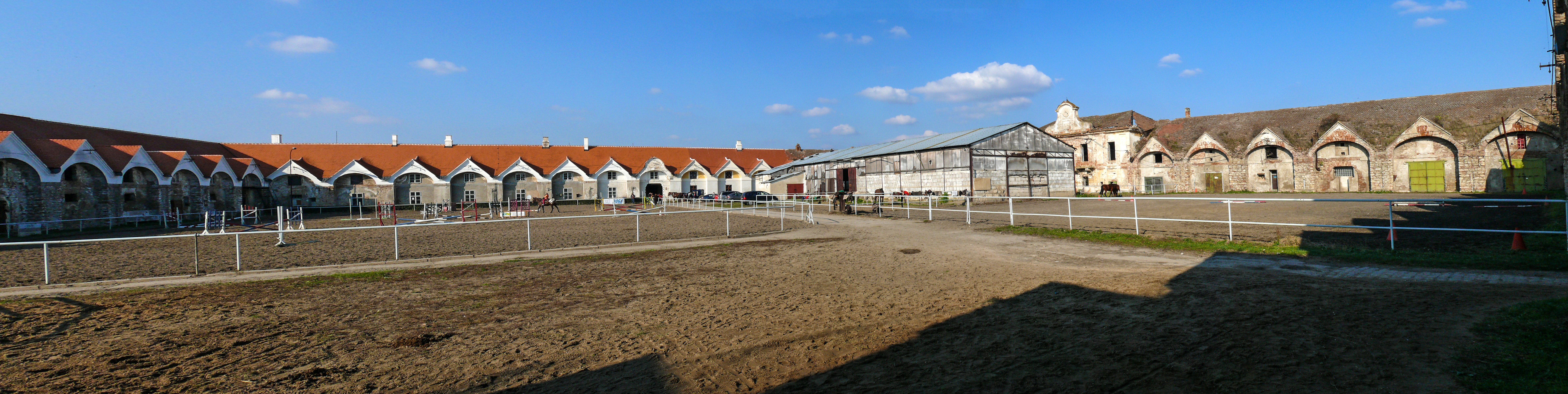
Vue panoramique du haras.

Le haras en lui-même est un grand bâtiment à quatre ailes sur un plan carré avec une cour intérieure. Il a été construit en plusieurs étapes. La première phase date de 1736-1752, lorsqu'un bâtiment d'un étage a été construit selon le plan actuel. Le bâtiment est divisé par des lysens continus et des passages placés axialement. Au milieu de l'aile nord se trouve un bâtiment représentatif du petit manoir. Il s'agit d'un bâtiment d'un seul étage avec un contrefort et un balcon décoratif orienté vers l'intérieur de la cour. La façade du bâtiment est terminée par un pignon triangulaire avec un tympan à l'extérieur et une terminaison segmentaire du côté de la cour. La deuxième phase de construction, de 1752 à 1773, a ajouté un deuxième étage au bâtiment, qui est séparé du premier étage par une corniche. C'est à cette époque que le bâtiment a reçu sa forme caractéristique, grâce aux piliers fortement présentés et reliés par des arcs en forme de demi-cercle comprimé. D'autres modifications mineures ont eu lieu au XIXe siècle, lorsqu’après 1828, le bâtiment est passé d'un haras à divers usages économiques, notamment une distillerie. Après la Seconde Guerre mondiale, le bâtiment a été modifié et vandalisé, la chapelle a été retirée et son linteau enlevé. La restauration du bâtiment, déjà classé monument culturel, a été réalisée progressivement depuis 2005.